# Дорога додому (фільм, 1967)
«Дорога додому» (рос. «Дорога домой») — радянський двосерійний чорно-білий художній фільм-військова драма 1967 року, знятий режисером Юліаном Паничем на Ленінградському телебаченні.

## Сюжет
За повістю Єжи Пшезьдецького «Кінець». Весна 1944 року. Польща. Партизанський загін, сформований із радянських військовополонених, що втекли з концтабору, пробивається в Радянський Союз.

## У ролях
- Елеонора Александрова — дружина Шмеля
- Петро Горін — Єгор
- Вікторія Горшеніна — Лені Клінгенталь, німецька кінодокументалістка
- Михайло Ладигін — фашистський генерал
- Юрій Голиняк — епізод
- Юрій Дєдович — Юзек Шмель
- Лев Єлісєєв — кінооператор
- Михайло Єкатерининський — епізод
- Веніамін Зимін — Косма
- Валерій Зіменков — епізод
- Валерій Караваєв — епізод
- Павло Кашлаков — Кузьма
- Іван Краско — Дзядек, командир польського загону, капітан
- Ігор Класс — Сашка
- Святослав Кузнецов — поручик Демба
- Борис Льоскін — німець
- Володимир Маслов — Володя
- Володимир Михайловський — Трубний
- Василь Мінін — поляк-господар
- Валерій Ольшанський — Олексій
- Володимир Особик — підпоручик Дік
- Юрій Оськін — Степен
- Юліан Панич — лікар
- Георгій Прусов — епізод
- М. Скаржинський — епізод
- Володимир Тикке — Анджей Ковальський
- Адольф Шестаков — групенфюрер
- Станіслав Соколов — фотограф
- Афанасій Трішкін — епізод
- Гаррі Дунц — Зігмунт
- Альберт Міров — епізод
- Сергій Дрейден — епізод

## Знімальна група
- Режисер — Юліан Панич
- Сценарист — Борис Марков
- Оператор — Владислав Виноградов
- Композитор — Леонід Балай
- Художник — Станіслав Романовський